# René Groß
René Groß (* 3. Juli 1967) ist ein ehemaliger deutscher Fußballtorwart und Torwarttrainer. Mit Fortschritt Bischofswerda spielte er in der Saison 1988/89 in der DDR-Oberliga, der höchsten Spielklasse des DDR-Fußball-Verbandes.

## Leben
René Groß kam mit 20 Jahren 1987 zur DDR-Liga-Mannschaft der Betriebssportgemeinschaft (BSG) Fortschritt Bischofswerda. Dort spielte er bis 1994 als Torhüter. Er kam aus dem Nachwuchs von der SG Dynamo Dresden nach Bischofswerda. Er spielte 2 Jahre (1987/88 und 1988/89) in der 2. DDR-Liga und schaffte im zweiten Jahr den Wiederaufstieg in die höchste Spielklasse der DDR. Er war mit 34 Punktspieleinsätzen in allen Spielen am Aufstiegserfolg beteiligt und zählte zum Stamm der Mannschaft. Nach dem Abstieg aus der höchsten Liga der DDR spielte er weitere Jahre bis 1994 in Bischofswerda und bestritt insgesamt 191 Punktspiele für den Verein. 1992/93 verpasste er mit dem Verein knapp den Aufstieg in die 2. Bundesliga. 1995 wechselte er zu Dynamo Dresden. Der Verein war gerade aus der Bundesliga abgestiegen und erhielt für die 2. Bundesliga keine Lizenz. So spielte René Groß bis 1998 in der Regionalliga in Dresden. 1998/99 wechselte er zum FSV Zwickau in die Regionalliga. Nach verpasstem Aufstieg spielte er ab der Winterpause 1999/2000 beim Dresdner SC und verpasste in dieser Saison wieder knapp den Aufstieg in die 2. Bundesliga. Im Januar 2002 wechselte er nochmal zur SG Dynamo Dresden, war dort Stammtorhüter und schaffte den Aufstieg in die Regionalliga. In dieser bestritt er allerdings kein Spiel. Im Juni 2002 beendete er seine Laufbahn als Leistungsfußballspieler und spielte noch zwei Jahre beim FV Dresden-Nord (heute SC Borea Dresden). 2004 wurde er von Marcus Zillich wieder zum Dresdner SC gelotst und war dort in der Saison 2004/05 maßgeblich am Klassenerhalt in der Landesliga beteiligt. Abseits des Platzes war er etwa ein halbes Jahr als Manager für den Verein tätig, legte sein Amt jedoch im November 2005 aufgrund der beruflichen Doppelbelastung nieder. Nach dem Abstieg der Dresdner in die Bezirksliga am Saisonende 2005/06 war er bis zum Sommer 2007 noch für die Mannschaft aktiv und beendete in weiterer Folge seine Karriere als Aktiver.
Ab 2006/07 – anderen Quellen zufolge auch erst ab 2007/08 – arbeitete René Groß als Torwarttrainer und Co-Trainer beim FV Dresden-Nord, ab 2007: SC Borea Dresden. Diese Tätigkeit übte er bis zur Spielzeit 2010/11 aus. Noch während dieser Zeit wurde er reaktiviert und gehörte dem Kader des SC Borea Dresden in der Bezirksklasse DD – Staffel 4 an. Ab 2010 war er im Kader der SG Empor Possendorf mit Spielbetrieb in der Bezirksklasse DD – Staffel 3. Mit der Mannschaft schaffte er am Ende dieser Saison den Aufstieg in die Landesklasse Mitte (Siebentklassigkeit) und war in dieser bis zumindest 2014/15 aktiv.